# Caroline Olivier (Autorin)
Caroline Olivier, Pseudonym: Charles Autigny (geb. am 1. Oktober 1803 in Aigle; gest. 1. März 1879 in Gryon), war eine Schweizer Autorin.

## Leben
Caroline Olivier war die Tochter von Jean François Louis Ruchet, Bezirksrichter, und der Marianne geborene Rossier und Ehefrau des Dichters, Schriftstellers und Historikers Juste Olivier.
Unter dem Einfluss der Romantik begann Olivier ab 1820 Gedichte zu verfassen. Regelmässig schrieb sie unter dem Pseudonym Charles Autigny für die Revue suisse. 1838 veröffentlichte sie L’honneur de famille und 1839 eine Anthologie mit christlichen Gedichten («Poésie chrétienne»), die ihre religiöse Überzeugung offenbarte; das Ehepaar gehörte dem Réveil an. Olivier nahm regen Anteil am intellektuellen Leben ihres Mannes; Teile der Korrespondenz mit Charles Secrétan und Charles-Augustin Sainte-Beuve sind direkt an sie gerichtet. Bis in die 1840er Jahre verfolgte sie ihre literarische Karriere («La campagne des Corps-Francs», 1845), die sie nach und nach zugunsten ihrer Kinder und ihres Mannes aufgab, den sie in Paris wie auch nach der Rückkehr in die Schweiz finanziell unterstützte.